# Priorado de Coxford

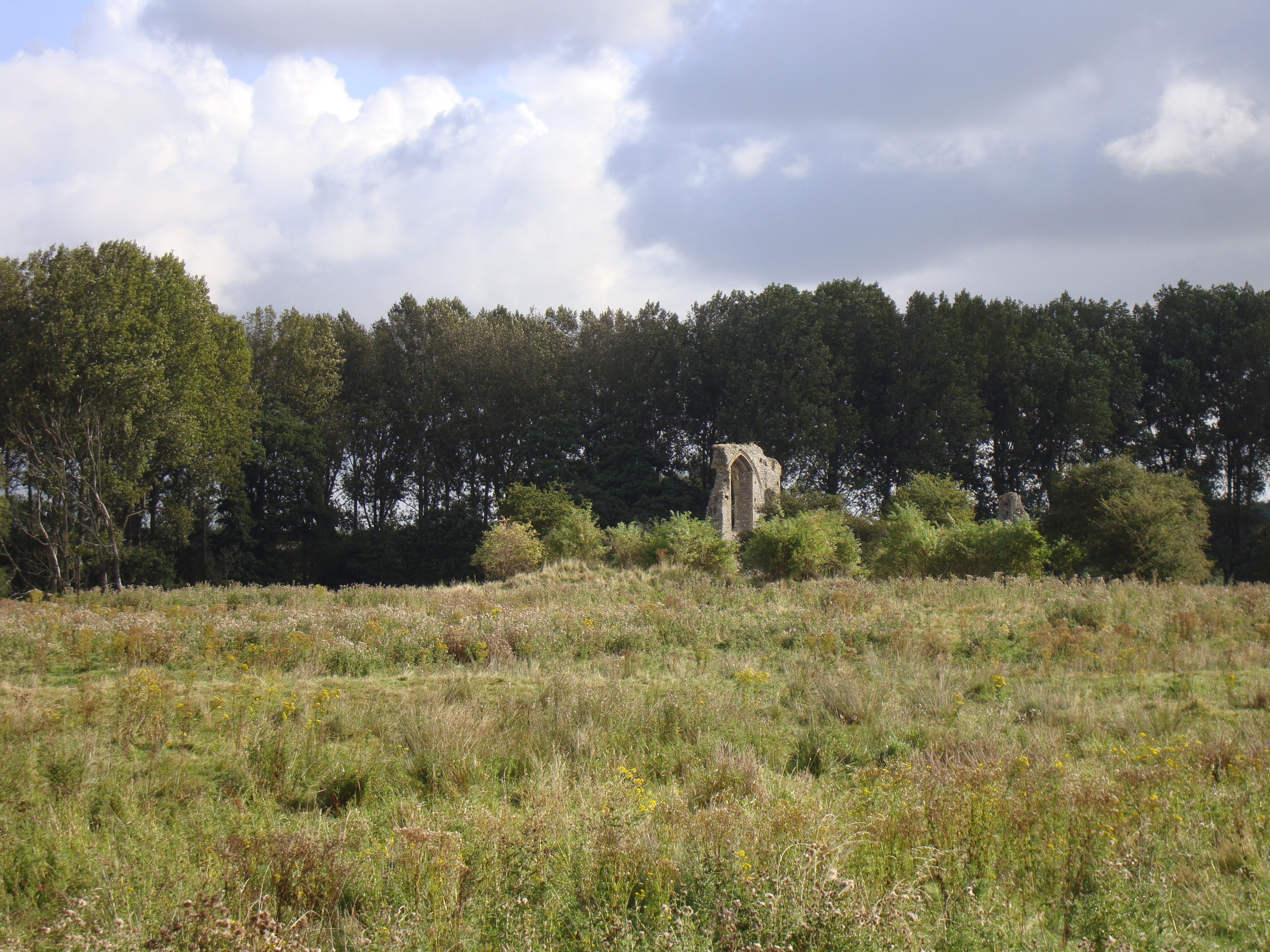
Os restos do Coxford Priory

O Priorado de Coxford ou Priorado de Broomsthorpe foi uma casa monástica em Norfolk, Inglaterra .
Um estabelecimento regular dos cânones agostinianos, inicialmente fundado por volta de 1140 na igreja de St Mary, East Rudham por William Cheney, a comunidade foi transferida para um novo local em Coxford por volta de 1216. O edifício foi construído de sílex com revestimentos de pedra e agora é uma ruína listada como Grau II *.